# São Martinho (Covilhã)
São Martinho foi uma freguesia portuguesa do município da Covilhã, com 9,57 km² de área e 4 165 habitantes (2011). A sua densidade populacional é de 435,2 hab/km².
Foi extinta em 2013, no âmbito de uma reforma administrativa nacional, tendo sido agregada às freguesias de Conceição, Santa Maria, São Pedro e Canhoso, para formar uma nova freguesia denominada União das Freguesias de Covilhã e Canhoso com a sede em Conceição.

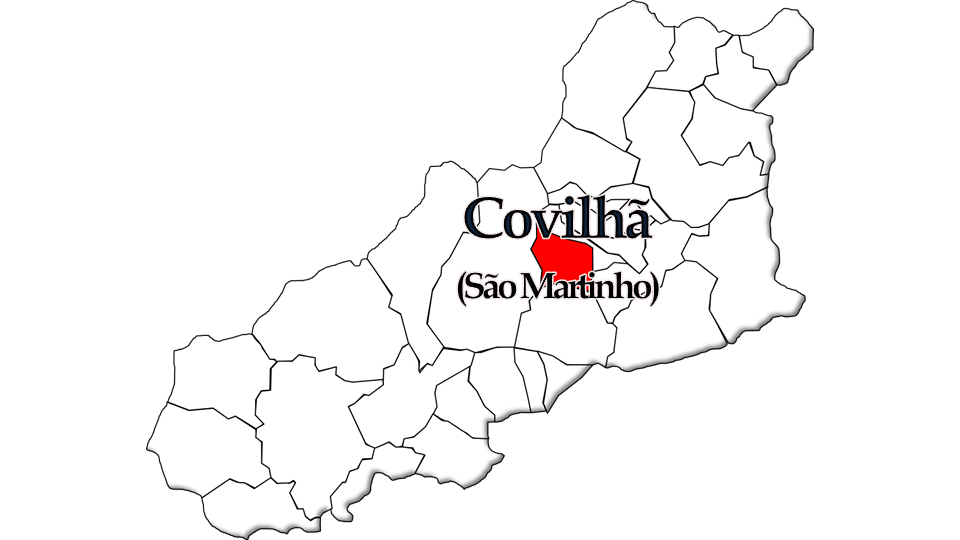
Localização no Concelho de Covilhã

## População
| População da freguesia de Covilhã (São Martinho) | População da freguesia de Covilhã (São Martinho) | População da freguesia de Covilhã (São Martinho) | População da freguesia de Covilhã (São Martinho) | População da freguesia de Covilhã (São Martinho) | População da freguesia de Covilhã (São Martinho) | População da freguesia de Covilhã (São Martinho) | População da freguesia de Covilhã (São Martinho) | População da freguesia de Covilhã (São Martinho) | População da freguesia de Covilhã (São Martinho) | População da freguesia de Covilhã (São Martinho) | População da freguesia de Covilhã (São Martinho) | População da freguesia de Covilhã (São Martinho) | População da freguesia de Covilhã (São Martinho) | População da freguesia de Covilhã (São Martinho) |
| ------------------------------------------------ | ------------------------------------------------ | ------------------------------------------------ | ------------------------------------------------ | ------------------------------------------------ | ------------------------------------------------ | ------------------------------------------------ | ------------------------------------------------ | ------------------------------------------------ | ------------------------------------------------ | ------------------------------------------------ | ------------------------------------------------ | ------------------------------------------------ | ------------------------------------------------ | ------------------------------------------------ |
| 1864                                             | 1878                                             | 1890                                             | 1900                                             | 1911                                             | 1920                                             | 1930                                             | 1940                                             | 1950                                             | 1960                                             | 1970                                             | 1981                                             | 1991                                             | 2001                                             | 2011                                             |
| 2 005                                            | 2 482                                            | 4 098                                            | 4 009                                            | 4 246                                            | 3 228                                            | 3 918                                            | 5 359                                            | 5 909                                            | 5 938                                            | 5 996                                            | 5 222                                            | 5 165                                            | 4 910                                            | 4 165                                            |

## Património
- Centro histórico da Covilhã
- Capela de São Martinho
- Capelas de Nossa Senhora do Refúgio, de Santo António e de São João
- Convento de Santo António
- Monumento a Nossa Senhora da Conceição
- Parque Alexandre Aibéo
- Quinta do Conde da Covilhã
- Feudo Matos Vaz